# Дефибрилация
Дефибрилацията е лечение на животозастрашаваща сърдечна аритмия, в частност на вентрикуларната фибрилация и вентрикуларна тахикардия. Дефибрилаторът доставя определено количество електрически ток към сърцето. Макар механизмът все още да не е напълно разбран, той деполяризира много от сърдечните мускули, слагайки край на аритмията. След това синоатриалният възел на сърцето успява да възобнови нормалния сърдечен ритъм.
За разлика от дефибрилацията, синхронизираната електрическа кардиоверсия представлява ток, доставян в синхрон със сърдечния цикъл.
Дефибрилаторите могат да бъдат външни, трансвенозни или имплантирани (имплантируем кардиовертер-дефибрилатор). Някои външни дефибрилатори могат автоматично да диагностицират лечимата аритмия и могат да бъдат използвани успешно от случайни хора с малка или без никаква медицинска подготовка.
Дефибрилатори са демонстрирани за пръв път през 1899 г. от Жан-Луи Прево и Фредерик Батели, физиолози от Женевския университет в Швейцария. Те откриват, че малки токови удари могат да индуцират вентрикуларна фибрилация при кучета и че използването на по-големи заряди може да обърне състоянието.